# Colmenar del Arroyo
Colmenar del Arroyo er en by og kommune i det centrale Spanien i Madrid-regionen. Den har et indbyggertal på 2.015 (2024) indbyggere.